# Flughafentunnel (Graz)
| \| \| \| Südbahn von Wien südlich Graz \| \| \| \| \| Feldkirchen-Seiersberg \| \| \| \| \| \| \| \| \| \| \| \| \| \| \| Flughafen Graz zurzeit nicht geplant \| \| \| \| \| Flughafen Graz-Feldkirchen \| \| \| \| \| Kalsdorf \| \| \| \| \| Werndorf \| \| \| \| \| Verbindungsgleis Koralmbahn zur Südbahn \| \| \| \| \| Verbindungsgleis Südbahn zur Koralmbahn \| \| \| \| \| Koralmbahn nach Klagenfurt \| \| \| \| \| Südbahn nach Spielfeld-Straß \| \| |  |                                         |                                         |
| Strecke |  | Südbahn von Wien südlich Graz           | Südbahn von Wien südlich Graz           |
| Haltepunkt / Haltestelle |  | Feldkirchen-Seiersberg                  | Feldkirchen-Seiersberg                  |
| |  |                                         |                                         |
| Tunnelanfang · Strecke |  |                                         |                                         |
| Bahnhof · Strecke |  | Flughafen Graz zurzeit nicht geplant    | Flughafen Graz zurzeit nicht geplant    |
| Strecke · Haltepunkt / Haltestelle |  | Flughafen Graz-Feldkirchen              | Flughafen Graz-Feldkirchen              |
| Strecke |  | Kalsdorf                                | Kalsdorf                                |
| Strecke |  | Werndorf                                | Werndorf                                |
| Überleitstelle / Spurwechsel |  | Verbindungsgleis Koralmbahn zur Südbahn | Verbindungsgleis Koralmbahn zur Südbahn |
| Überleitstelle / Spurwechsel rechts |  | Verbindungsgleis Südbahn zur Koralmbahn | Verbindungsgleis Südbahn zur Koralmbahn |
| Strecke · Strecke |  | Koralmbahn nach Klagenfurt              | Koralmbahn nach Klagenfurt              |
| Strecke |  | Südbahn nach Spielfeld-Straß            | Südbahn nach Spielfeld-Straß            |

Der Grazer Flughafentunnel (offiziell Unterflurtrasse Feldkirchen – Flughafen) ist ein in im Endausbau befindlicher 3.247 m langer Eisenbahntunnel im Süden der Steiermark. Der Tunnel samt seiner Zulaufstrecken ist im letzten Bauabschnitt Feldkirchen – Flughafen – Weitendorf der Koralmbahn gelegen und soll dazu beitragen, die Fahrzeit zwischen Graz und Klagenfurt deutlich zu verkürzen.

## Ausgangslage

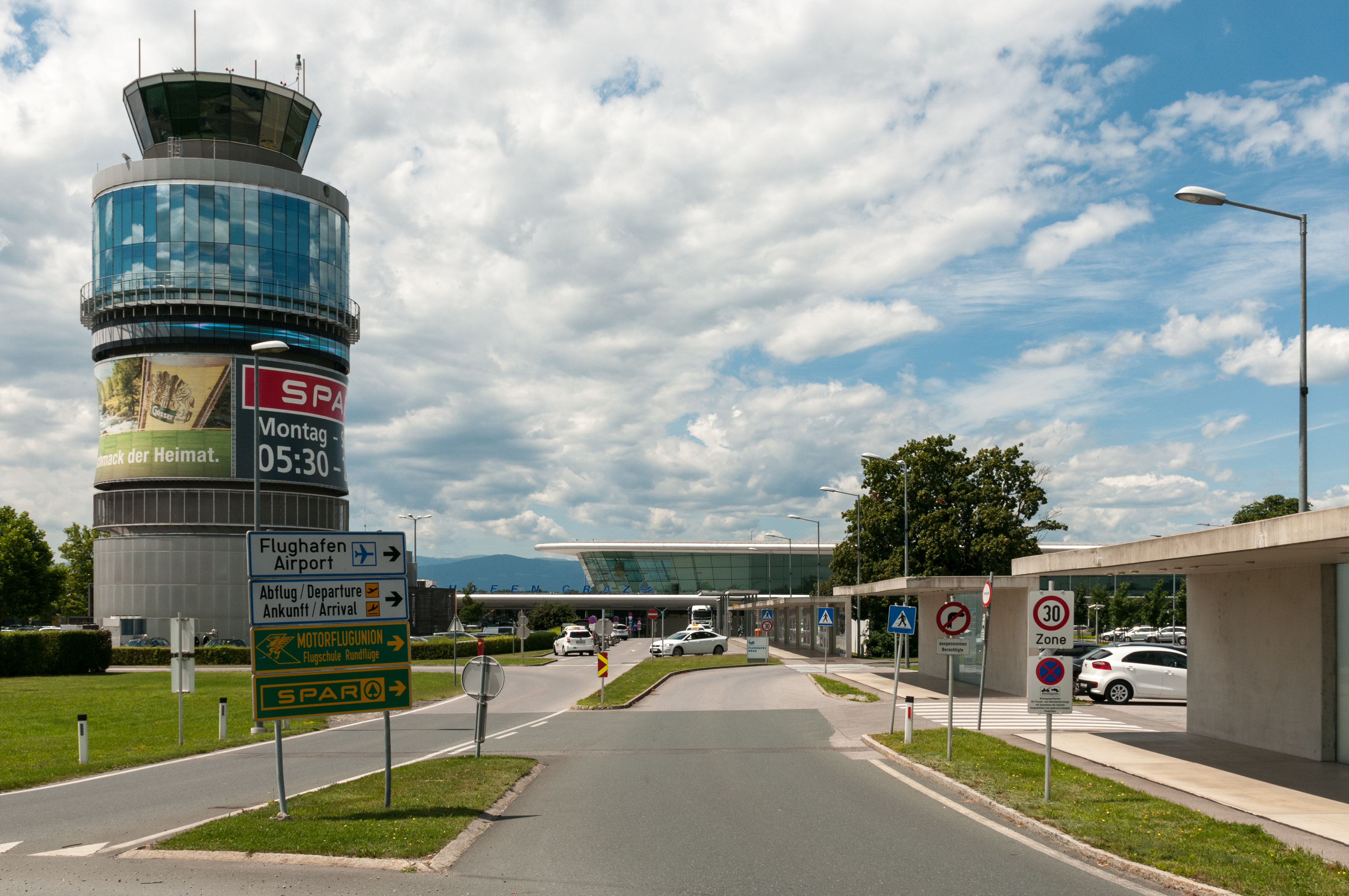
Derzeitiger Fußweg (rechts im Bild) von der Haltestelle Flughafen Graz-Feldkirchen zum Flughafen Graz

Die derzeitige zweigleisige Flughafenhaltestelle ist etwa 300 Meter vom Flughafen Graz entfernt gelegen und für Fahr-/Fluggäste mit Reisegepäck auf einem niveaugleichen Fußweg zu erreichen. Die Fußgänger sind dabei weitestgehend vor Niederschlag geschützt.
In den Planungsunterlagen der ÖBB für den Bau der Koralmbahn war die Errichtung einer Unterflurtrasse mit einem Flughafenbahnhof vorgesehen. Per Ende 2023 wurde die Unterflurtrasse im Rohbau fertiggestellt. Der geplante Flughafenbahnhof wurde nicht realisiert. Es wurden baulich Maßnahmen gesetzt, die einen nachträglichen Einbau des Tunnelbahnhofes ermöglichen.

## Anlagendetails
Von Graz kommend, von Nord nach Süd, verläuft die zweigleisige Koralmbahn parallel zur ebenfalls zweigleisigen Südbahn bis zum umgebauten Bahnhof Feldkirchen-Seiersberg, um danach südwestlich in Richtung Flughafen Graz auszuschwenken und in einem 3.247 m langen Tunnel den Flughafeneingangsbereich zu unterfahren. Die Lage des Bahnhofs Flughafen Graz war in nächster Nähe zum nördlichen Tunnelportal vorgesehen. Der Flughafenbahnhof sollte über zwei 320 m lange Randbahnsteige verfügen und zwei Durchfahrtsgleise aufweisen. Neben dem Terminaleingang sollte einer der beiden Bahnhofseingänge errichtet werden. Diese sollten von hallenartigen Dachkonstruktionen überspannt werden, die auch als Rauchabzüge und als Lichteinlässe vorgesehen waren. Anhand von drei durch gewölbte Dächer abgeschirmte elliptische Deckenöffnungen sollte ein Brandschutz wie jener in der Unterflur-Straßenbahnhaltestelle Graz Hauptbahnhof erreicht werden. Die Wände des Bahnhofes sollten in Sichtbetonoptik gehalten und mit dem Bahnhofsnamen versehen werden. Der Zugang zu den Bahnsteigen sollte mittels Aufzügen und Rolltreppen barrierefrei, sowie auch über feste Stiegen erfolgen.

## Bau und Inbetriebnahme
Der für 2019 geplante Baubeginn des Flughafentunnels erfolgte schlussendlich per 1. September 2020. Zu Baubeginn des letzten Abschnitts der Koralmbahn wurde bekannt, dass der geplante Flughafenbahnhof nicht errichtet werde. Ein Bau des Bahnhofs Flughafen Graz könne je nach Bedarf auch zu einem späteren Zeitpunkt erfolgen.
Die Unterflurtrasse Feldkirchen – Flughafen wurde zweigleisig ausgeführt und 2023 im Rohbau fertiggestellt. Die Inbetriebnahme der Koralmbahn soll in der Steiermark planmäßig per Ende 2025 erfolgen.